# Sámal Joensen-Mikines
Sámal Elias Frederik Joensen-Mikines (* 23. Februar 1906 in Mykines, Färöer; † 21. September 1979 in Kopenhagen) war ein färöischer Maler. Der Name wird [ˈmiːtʃɪneːs] ausgesprochen. Er war der erste professionelle Künstler auf den Färöern und wird als der „Vater der färöischen Malerei“ bezeichnet. Ein ausgeprägter, nordisch-expressionistischer Stil ist charakteristisch für Mikines’ Kunst.

## Biographie

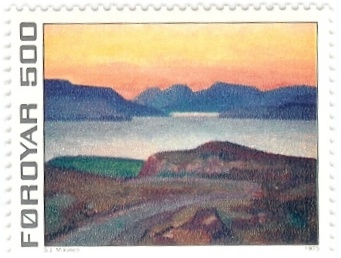
Hvítanes und der Skálafjørður auf der ersten Briefmarkenserie der Färöer 1975

Samuel Elias Frederik wurde am 23. Februar 1906 als ältestes von sechs Kindern des Schuhmachers Johannes Frederik Joensen († 1934) und von Anna Cathrine Marie Sophie Abrahamsen († 31. Dezember 1954) auf der schwer zugänglichen Insel Mykines geboren, die den westlichsten Außenposten des färöischen Archipels ausmacht. Er nahm 1931 den Namen der Insel als Künstlernamen an (eine Rechtschreibreform änderte später die Schreibweise des Namens der Insel von Mikines in Mykines). Sámal ist die färöische Form des Taufnamens Samuel. Sein ganzes Leben lang fühlte Mikines, wie er allgemein genannt wurde, eine starke Verbundenheit zu seiner Geburtsinsel, deren dramatischer Natur und ihren Menschen.
1924 kam er auf seiner Heimatinsel in Kontakt mit dem schwedischen Landschaftsmaler William Gislander, der dort zu Besuch war. Der junge Mikines sammelte dessen weggeworfenen Farbtuben auf und begann mit den Resten selber zu malen. 1927 kam Mikines in die Hauptstadt Tórshavn und präsentierte zusammen mit William Heinesen und Jákup Olsen die erste Kunstausstellung auf den Färöern. Die drei wiederholten die Ausstellung im darauf folgenden Jahr.
In den Jahren 1928 bis 1932 erhielt Mikines seine künstlerische Ausbildung in der Malerschule der Königlich Dänischen Kunstakademie in Kopenhagen bei Professor Ejnar Nielsen und Aksel Jørgensen. 1931 hatte er seine Debütausstellung in der dänischen Hauptstadt.
Zurück auf den Färöern 1932 ließ sich Mikines in Tórshavn nieder, besuchte seine Heimatinsel aber regelmäßig. Zu diesem Zeitpunkt war er bereits professioneller Maler. Seine erste Auftragsarbeit erhielt er 1933, als er das Altarbild für die Kirche von Kirkja auf Fugloy gestaltete. Seine große Einzelausstellung in Tórshavn 1934 zeigte Porträts berühmter zeitgenössischer Landsleute wie Hans Andrias Djurhuus, Jóannes Patursson und Christian Matras. Inzwischen konnte er sich auch in der dänischen Kunstszene fest etablieren und erhielt immer wieder Auszeichnungen. Seine Motive waren meist Landschaftsbilder und Dorfszenen seiner Heimatinseln. Eine Ausnahme dieser Regel bildet eine Reihe von Schilderungen dänischer Landschaften – von Bornholm und Bovbjerg, die er im Übergang zu den 1960ern malte.

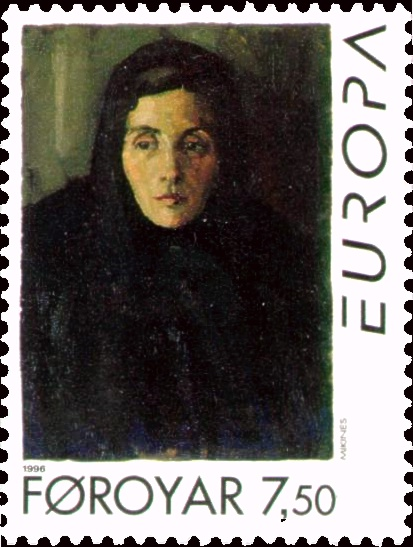
Mykineskona von 1934 zeigt eine trauernde Fischersfrau aus Mykines nach dem Unglück im selben Jahr, wo neun Freunde und Verwandte von Sámal Joensen-Mikines auf See blieben. 54 × 42 cm, Kunstmuseum der Färöer.

In den Jahren 1933 bis 1940 waren menschliche Leiden das grundlegende Thema. Der gefühlvolle Künstler erlebte den Tod auf das Schmerzlichste – drei seiner Geschwister sowie der Vater starben an Tuberkulose.
Dazu kam der Verlust von Schiffen und anderen Unfällen auf hoher See, die mehrere der jungen Männer der kleinen Ortschaft, die Familienangehörige von Mikines, Gleichaltrige und Kameraden waren, das Leben kosteten. Mikines übernahm es, Leiden zu schildern. In großen imposanten Kompositionen, die in einer asketischen Tonsprache und dunklen Farben gehalten sind, malte er die trauernden Hinterbliebenen, die um das Todeslager, um den Sarg oder nach dem Begräbnis versammelt sind.
Eine Reihe starker Porträts von Mykinesbewohnern wurde ebenfalls in dieser Periode gemalt, die zu einer der originalsten und bedeutungsvollsten gerechnet werden kann.
Mit Edvard Munch konnte er sagen: „Alle Kunst, Literatur wie Musik, muss mit dem Herzblut des Künstlers hervorgebracht werden. Die Kunst selbst ist das Blut des Herzens.“ Neben Munch übte der Franzose Eugène Delacroix großen Einfluss auf Mikines’ Werk aus.
Eine lange Auslandsreise 1937 war für die künstlerische Entwicklung von Mikines von entscheidender Bedeutung. Die Reise ging nach Bergen, Oslo, Stockholm, Göteborg, Kopenhagen, Den Haag, Amsterdam und Paris. Die Eindrücke dieser Reise lösen sich in Farben und Temperament auf und kündigen die Abrechnung der 1930er mit der „Dunkelheit des Todes“ an. 1938 zog Mikines nach Kopenhagen. Während der britischen Besetzung der Färöer im Zweiten Weltkrieg ist seine Heimat vom deutsch besetzten Dänemark abgeschnitten, sodass er, wie viele seiner Landsleute, gezwungenermaßen die Kriegsjahre in Kopenhagen verbringt.
Dort gründete sich 1941 der Listafelag Føroya (Kunstverband der Färöer) mit dem Ziel, eine Sammlung der färöischen Kunst aufzubauen. Hieraus ging später das Kunstmuseum der Färöer hervor. Eine der ersten Erwerbungen war ein Mikines-Bild. 1942 begann Mikines seine berühmten Gemälde vom Grindwalfang auf den Färöern.
Von 1944 bis 1952 war Mikines mit seiner Künstlerkollegin Elinborg Lützen verheiratet. Nach dem Kriege nahm er zusammen mit Elinborg am 1. August 1945 das erste Schiff zu den Färöern, die Aarhus. Sie besuchten Klaksvík und Mykines und ließen sich auf den Färöern nieder.
Auf einer großen Ausstellung in Oslo 1946 kam es zum Eklat, als Mikines’ dort präsentiertes Grindwalfang-Bild entfernt wurde, weil herauskam, dass er 1940 der dänischen Nazipartei beigetreten war. Allerdings geschah dies in einer Phase des Wahnsinns, wie sein Biograf Bárður Jákupsson später anmerkte, und er trat sofort wieder aus, als er wieder bei Verstand war. Dennoch stand er in der Kartei, aber andererseits war anhand von Mikines tatsächlicher politischer Überzeugung allen, die ihn kannten, klar, dass er alles andere als ein Nazi war, sondern das genaue Gegenteil. Im selben Jahr gab es in Tórshavn eine Weihnachtsausstellung mit nicht weniger als 108 Gemälden von Mikines, die teilweise eine Retrospektive war, aber auch neue Werke vorstellte, die er im Sommer des Jahres malte.
Die Kunst von Mikines änderte sich in Richtung einer koloristischen Formsprache, auf Kosten des expressionistischen Inhaltes. Aus dieser Periode stammen eine Reihe Landschaftsbilder von den Färöern, insbesondere von Mykines.

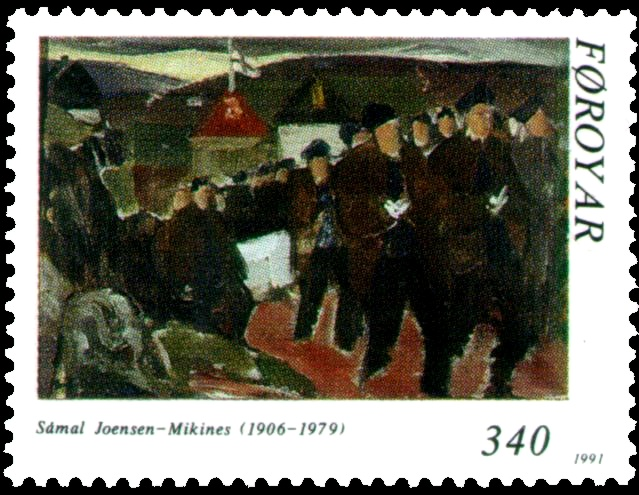
Líkskari (Leichenzug) 1951, 60 × 88 cm, Privatbesitz. Briefmarke von 1991

Die erste Ólavsøka-Ausstellung in Tórshavn fand 1948 statt und ist seitdem eine jährliche Tradition auf den Färöern. Mikines nahm damals mit 16 Bildern teil. 1949 wurde sein Ausstellungsverbot (wegen der Nazi-Sache) in Dänemark und Norwegen wieder aufgehoben. Ab 1951 erhielt er von der Landesregierung der Färöer eine jährliche finanzielle Förderung. Nach der Scheidung von Elinborg 1952 ging er wieder nach Kopenhagen, wo er sich niederließ.
In den 1950ern kehrte er wieder zu dem Leidensthema seiner Jugend zurück und schuf eine Reihe bedeutungsvoller Werke, die eine erhabene Synthese des 1930er-Expressionismus und den Kolorismus der Nachkriegszeit vertreten.
1954 heiratete Mikines die Krankenschwester Karen Nielsen. Ein großer Erfolg war die Wanderausstellung zusammen mit anderen Künstlern in Sønderborg, Vejle, Horsens, Middelfart, Herning, Viborg, Holstebro, Aalborg, Hjørring, Nakskov und Nykøbing, wo er jeweils einen besonderen Ehrenplatz bekam und überall von den Kunstkritikern als der herausragendste Künstler gefeiert wurde.
1955 war Mikines auf der nordischen Kunstausstellung in Rom mit 21 Gemälden vertreten. Im Mai fuhr er zusammen mit Karen auf die Färöer, wo er 32 Bilder schuf, eines davon wurde gleich darauf vom Staatlichen Kunstmuseum Dänemarks gekauft. Der färöische Kunstverband arrangierte im selben Jahr die erste große Ausstellung färöischer Kunst in Kopenhagen – Mikines bekam dort einen Saal für sich alleine. Die Ausstellung wanderte weiter nach Aarhus, Frederikshavn, Hjørring, Randers, Skive, Varde, Esbjerg, Odense und Roskilde.
1956 brachte Karen den Sohn Kári zur Welt. Neben den regelmäßigen Ausstellungen in Dänemark und auf den Färöern ist vielleicht die von Paris 1957 hervorzuheben, die eigentlich keine Kunstausstellung, sondern eine Färöer-Ausstellung im dortigen Danske Hus war. Mikines wurde dorthin eingeladen, stellte 5 Bilder aus und nutzte die Reise, um im Louvre Delacroix’ Bild Dante und Vergil zu sehen – nur dieses eine Bild.
1959 folgte ein längerer Aufenthalt auf den Färöern, wo er seinen Künstlerkollegen Ingálvur av Reyni traf und mit ihm zusammenarbeitete. Die Mikines-Ausstellung im September in Tórshavn war ein voller Erfolg. Er konnte so viele Bilder verkaufen, dass die Familie sich in Kopenhagen eine bessere Wohnung leisten konnte (Østerbrogade 33).
1961 fing Mikines das erste Mal in seinem Künstlerleben an, eine nicht-färöische Landschaft zu malen: Bornholm, wo er und Karen das Frühjahr und den Sommer verbrachten. Im Oktober des Jahres war er auf einer großen färöischen Kunstausstellung in Reykjavík vertreten. 1964 war Mikines für längere Zeit auf den Färöern, wo er sich wiederum mit Ingálvur av Reyni zusammentat.
Zu seinem 60. Geburtstag 1966 wurde Mikines von diversen Zeitschriften und Zeitungen geehrt. Das Løgting überreichte ihm die Ehrengabe des färöischen Kulturfonds mit den Worten:
In Dankbarkeit für Ihre unermüdliche kulturelle Arbeit und die vielen Kunstwerke, mit denen Sie die Färinger bereichert haben und die färöische Qualitätskunst draußen in der Welt bekannt gemacht und ihr zu Respekt verholfen haben.
Mikines litt bereits seit 1935 an Psoriasis und war in den letzten Jahren immer wieder längere Zeit so krank, dass er in verschiedenen Krankenhäusern lag. 1967 malte er im Haus des Oberarztes des färöischen Landeskrankenhauses das bekannte Altarbild der Ólavskirche von Kirkjubøur. Im selben Jahr wurde er im Rahmen einer großen Einzelausstellung in Tórshavn gewürdigt, wo 79 Werke zu sehen waren. Trotz seiner schweren Krankheit blieb er weiterhin äußert produktiv und malte 1968 100 Aquarelle von den Färöern, Bovbjerg und Bornholm.
1969 erlitt Mikines bei Sandkås einen schweren Badeunfall, der ihn fast das Leben gekostet hätte. Karen konnte ihn wiederbeleben. Von diesem Ereignis hat er sich nie wieder erholt. Seine Bilder wurden weniger und waren von „wechselnder Qualität“, wie Jákupsson konstatiert.
1970 arrangierten William Heinesen und Janus Kamban eine große Ausstellung färöischer Kunst anlässlich der 900-Jahr-Feier der Stadt Bergen – mit vielen Mikines-Bildern. Seine Bilder wurden u. a. vom dänischen Außenministerium, dem Folketing, der Carlsberg-Stiftung und dem Løgting gekauft. 1971 folgte eine Wanderausstellung in Lerwick, Kirkwall, Aberdeen, Inverness, Glasgow und Edinburgh. In diesem Jahr malte er mit Aussicht von der Volksschule sein allerletztes Bild. Die folgenden sieben Jahre war Mikines nicht mehr arbeitsfähig.
Einer großen Mikines-Ausstellung von 1976 anlässlich seines 70. Geburtstages in Tórshavn folgte eine weitere große Einzelausstellung in Kopenhagen. 1977 begann eine Wanderausstellung mit Miknes' Werken, die sich in Dänemark im Privatbesitz befinden. Sie dauerte zwei Jahre und fand in 16–17 verschiedenen Orten Dänemarks statt.
Sámal Joensen-Mikines verstarb am 21. September 1979 in Kopenhagen.
Im färöischen Kunstmuseum (Listasavn Føroya) in Tórshavn kann man eine repräsentative Auswahl von Mikines’ Kunst in Augenschein nehmen. Seine Werkstatt Kristianshus auf Mykines ist heute ein Gästehaus. Ende 2005 wurde beschlossen, ein Mikines-Museum auf seiner Geburtsinsel zu errichten.
Außerhalb der Färöer hängen Mikines-Bilder in den Kunstmuseen von Esbjerg, Herning, Nordjylland, Randers, Kopenhagen, Tønder, Vejen, Vejle und Aarhus.
Anlässlich des 100. Geburtstages von Mikines fand vom 13. Januar bis 12. März 2006 im Kunstmuseum der Färöer die größte Ausstellung aller Zeiten statt. 100 Werke aller Schaffensperioden wurden zusammen getragen. Hierbei handelt es sich um den Bestand derjenigen Bilder, die auf den Färöern zu finden sind.
- Siehe auch: Färöische Kunst